# 戰神廣場 (巴黎)

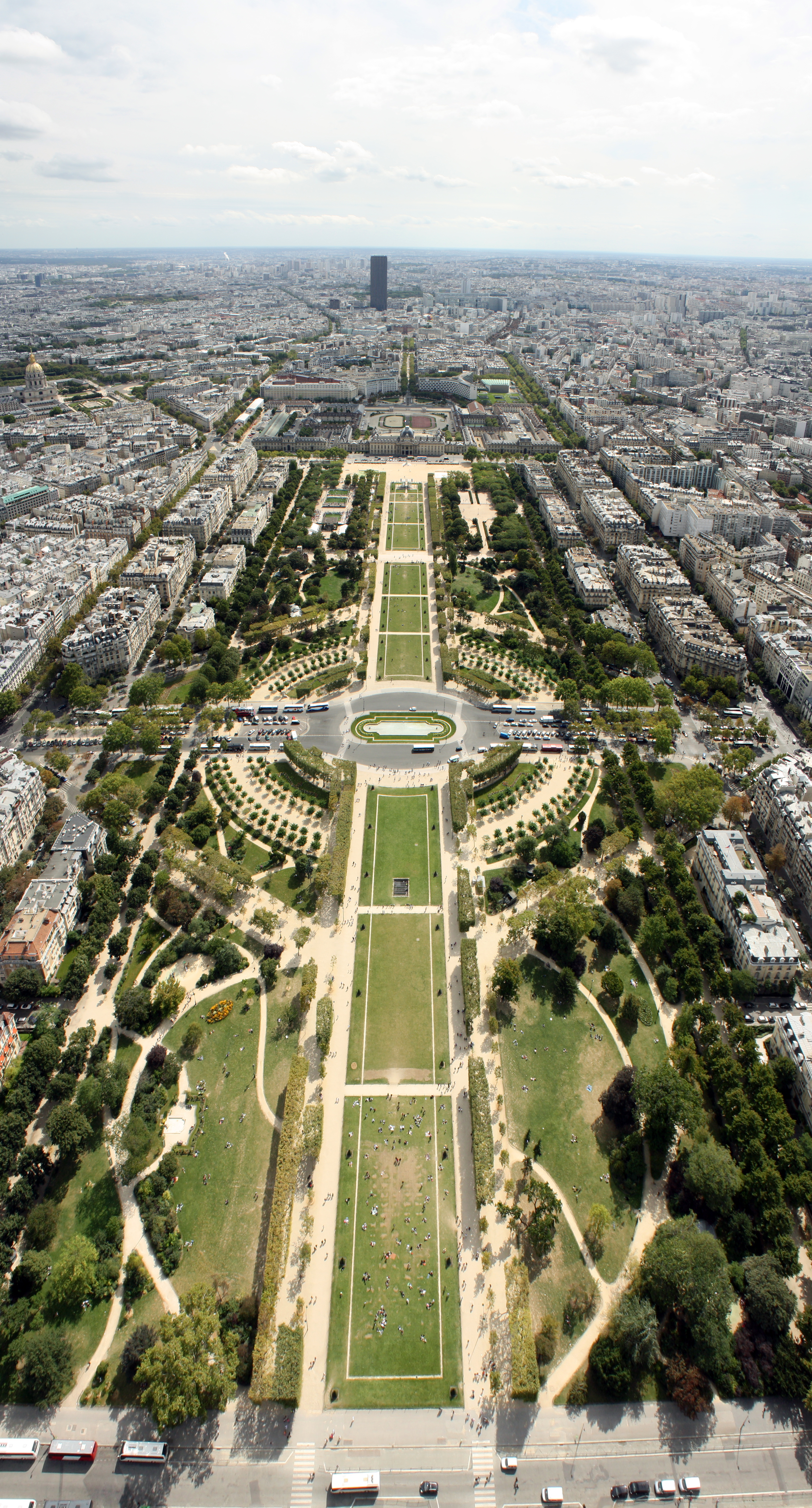
艾菲爾鐵塔平視廣場

戰神廣場（法語：Champ-de-Mars）是一座位於法國巴黎第七區的廣大帶狀公園，介於位在其西北方的艾菲爾鐵塔，以及在其東南方的巴黎軍校之间。2024年巴黎奥运会沙滩排球比赛在此举行。

## 沿革

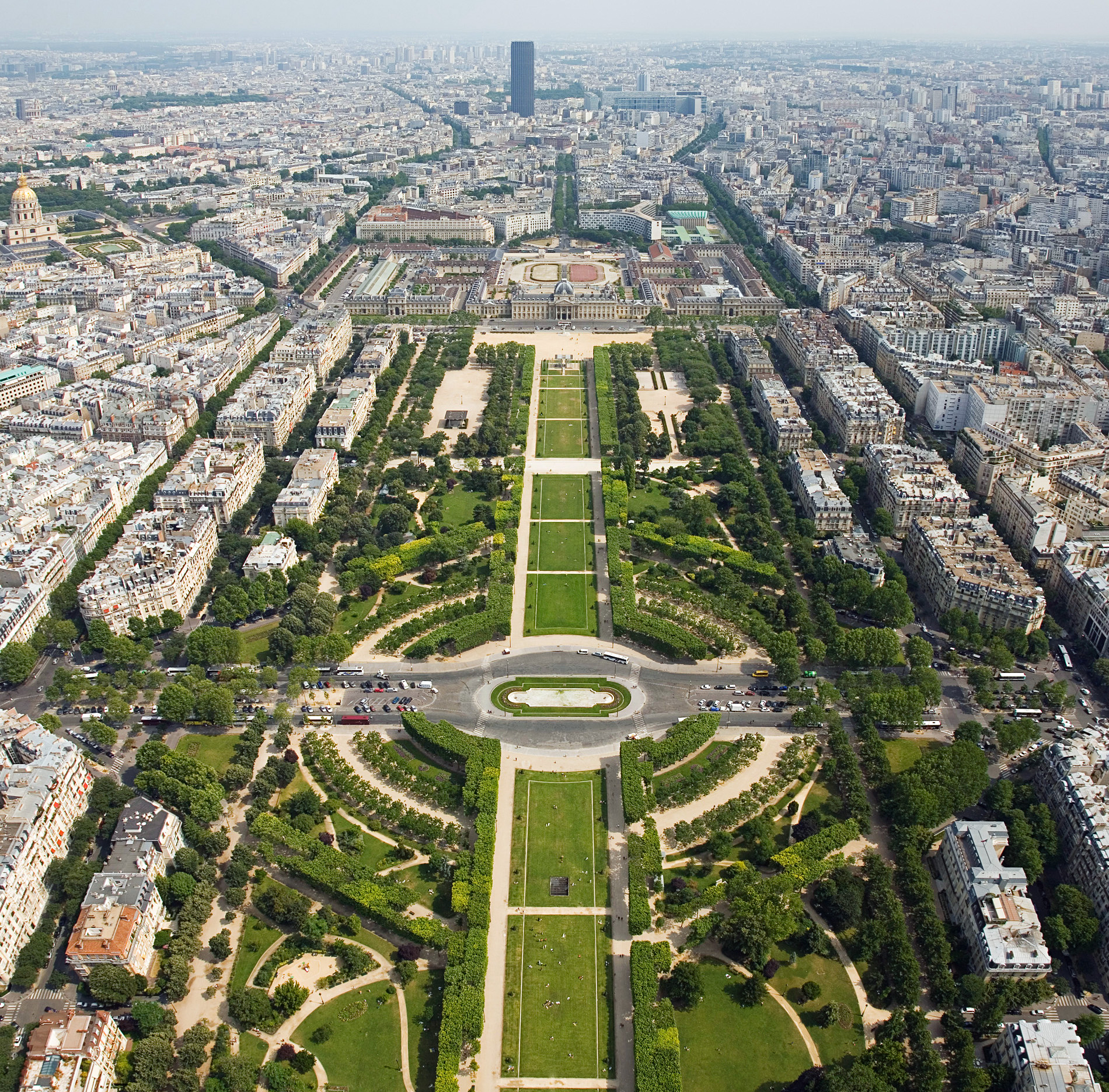
艾菲爾鐵塔俯瞰廣場

這個廣場的名稱來自羅馬的戰神廣場，法文中的正是羅馬神學中所謂的戰爭之神。
在十八世紀下半葉之前，這是一塊被遺棄的空地，直到軍事學校在1765年建立，它的地位才逐漸提升，當時主要的目的是用來作為軍事訓練的場所。
在法國大革命時期的1791年7月17日，此處曾發生屠殺流血事件。當時民眾群聚此地呈上請願書，期望可以廢除路易十六的王位，希望建立共和體制的法國，巴黎市長卻在此時頒布軍事法令，此法允許軍隊使用武器驅逐民眾，造成五十人死亡，上百人受傷。這場屠殺事件，惡化了溫和派與激進改革派之間的關係，而革命主義者、君主、貴族之間的糾紛因此擴大。
法國曾經使用這個場地迎接過幾次的世界博覽會以及1900年的奧林匹克運動會。

## 參看
- 戰神廣場 (羅馬)
- 戰神廣場 (蒙特利爾)